# Chris Lori
Christopher Paul „Chris“ Lori (* 24. Juli 1962 in Windsor, Ontario) ist ein ehemaliger kanadischer Bobfahrer, der an den Olympischen Winterspielen 1988 in Calgary, den Olympischen Winterspielen 1992 in Albertville, den Olympischen Winterspielen 1994 in Lillehammer und den Olympischen Winterspielen 1998 in Nagano teilnahm.

## Karriere

### Olympische Winterspiele
Chris Lori gehörte im Jahr 1988 in Calgary bei den Olympischen Winterspielen 1988 zum kanadischen Aufgebot im Viererbob. Zusammen mit seinen Mannschaftskameraden Andrew Swim, Howard Dell und Ken Leblanc absolvierte er den olympischen Wettkampf am 27. und 28. Februar 1988 auf der Bob- und Rennschlittenbahn im Canada Olympic Park und belegte im Bob Canada 1 den 15. Platz von 26 teilnehmenden Viererbobs mit einer Gesamtzeit von 3:50,37 min aus vier Wertungsläufen.
Lori nahm in Albertville an den Olympischen Winterspielen 1992 mit dem kanadischen Aufgebot im Viererbob teil. Zusammen mit seinen Mannschaftskameraden Ken Leblanc, Cal Langford und David MacEachern absolvierte er den olympischen Wettkampf am 21. und 22. Februar 1992 auf der Piste de La Plagne und belegte im Bob Canada 1 den 4. Platz von 31 teilnehmenden Viererbobs mit einer Gesamtzeit von 3:54,24 min aus vier Wertungsläufen.
Mit dem kanadischen Aufgebot nahm Chris Lori im Jahr 1994 in Lillehammer zum dritten Mal an Olympischen Winterspielen teil. Im Zweierbob startete er zusammen mit Glenroy Gilbert am 19. und 20. Februar 1994 auf der olympischen Bobbahn im Bob Canada 2. Er erreichte den 15. Platz von 43 teilnehmenden Zweierbobs mit einer Gesamtzeit von 3:33,49 min aus vier Wertungsläufen. Den olympischen Wettkampf im Viererbob absolvierte er zusammen mit Chris Farstad, Sheridon Baptiste und Glenroy Gilbert am 26. und 27. Februar 1994 auf der olympischen Bobbahn und belegte im Bob Canada 2 den 11. Platz von 30 teilnehmenden Viererbobs mit einer Gesamtzeit von 3:29,56 min aus vier Wertungsläufen.
Seine letzte Teilnahme bei Olympischen Winterspielen waren die in Nagano ausgetragenen Wettkämpfe im Jahr 1998. Lori nahm mit dem kanadischen Aufgebot im Zweier- und Viererbob teil. Im Zweierbob startete er zusammen mit Jack Pyc am 14. und 15. Februar 1998 auf der olympischen Bobbahn im Bob Canada 2. Er erreichte den 12. Platz von 39 teilnehmenden Zweierbobs mit einer Gesamtzeit von 3:38,98 min aus vier Wertungsläufen. Den olympischen Wettkampf im Viererbob absolvierte er zusammen mit Ben Hindle, Matt Hindle und Ian Danney am 20. und 21. Februar 1998 auf der olympischen Bobbahn und belegte im Bob Canada 2 den 11. Platz von 32 teilnehmenden Viererbobs mit einer Gesamtzeit von 2:41,14 min aus witterungsbedingten drei Wertungsläufen.